# Taraxacum theodori
Taraxacum theodori — вид квіткових рослин з родини айстрових (Asteraceae). Вид зростає в Європі: Данія, Фінляндія, Німеччина, Велика Британія, Польща, Швеція; це багаторічна рослина помірних біомів.
Рослина кремезна. Листки темно-сіро-зелені, ± волосисті; ніжка листка червоно-фіолетова, крилата; пар бічних часток листка 4–5, кінчики розташовані по-різному, частки від широкої основи раптово зливаються у вузьку лопатчату верхівку, верхній край цільний або іноді просто надрізаний; кінцеві частки листка трикутні, довжина приблизно рівна ширині, верхівка поступово подовжена, звужена. Обгортка оливково-зелена. Зовнішні приквітки 4–5 мм завширшки, без країв, рівномірно загнуті.